# Dante Amaral
Dante Guimarães Santos do Amaral (* Itumbiara, 30 de septiembre de 1980 - ), más conocido como Dante, es un jugador profesional de voleibol brasileño. Mide 2,01 m y pesa 86 kg.

## Biografía
Dante empezó su carrera profesional en 1999 con el club Tres Corações. Luego de otros dos años en los clubs brasileños Suzano São Paulo y Minas Belo Horizonte, en el 2002 fue transferido a Italia, jugando en el Pallavolo Modena, donde ganó la Copa CEV. En el 2005 juega por el club griego Panathinaikos. Igualmente, gana el campeonato griego en el 2006 y la Copa griega y la Supercopa en el 2007. 
Dante es también integrante de la Selección masculina de voleibol de Brasil desde 1999. Entre los títulos conseguidos con Brasil se encuentran la Medalla de Oro Olímpica en el 2004 y el Campeonato Mundial en el 2002 y en el 2006. En ambos en los Juegos Olímpicos del 2004 y en el Campeonato Mundial del 2006 fue nominado como el mejor atacante, mientras que en la Liga Mundial del 2005 fue el mejor bloqueador. 
Amaral ganó el Premio al Mejor Spiker en el Campeonato Sudamericano del 2011 Su equipo consiguió la Medalla de Oro y su pase a la Copa Mundial del 2011.